# Cascina del Sole (Bollate)
Cascina del Sole (Cassina del Sô in dialetto milanese) è una frazione del comune italiano di Bollate in provincia di Milano, al confine con Cormano e Novate Milanese. I suoi abitanti sono chiamati solesi.
Le prime testimonianze della sua esistenza risalgono a una pergamena del 1289 della Chiesa di S. Lorenzo in Milano, unita a un documento del Comune di Milano dell'anno successivo, che cita fra le proprietà del Monastero di Santa Maria del Lentasio due campi situati ad Cassinam de Sole. Secondo lo studioso di toponomastica Dante Olivieri, la frazione è stata così chiamata perché ben esposta al sole.